# Adline Castelino
Adline Mewis Quadros Castelino (nascida em 24 de julho de 1998) é uma modelo indiana e titular de um concurso de beleza que foi coroada como Miss Diva Universe 2020. Ela representará a Índia na Miss Universo 2020.

## Infância e educação
Castelino nasceu na Cidade do Kuwait, filho dos pais indianos Alphonsus e Meera Castelino. Sua família é originária da cidade de Udupi, em Karnataka. No Kuwait, Castelino frequentou a Escola Central Indiana. Aos 15 anos, Castelino retornou à Índia e se mudou para Mumbai, onde cursou o ensino médio no St. Xavier's College, em Mumbai. Mais tarde, começou a frequentar o Wilson College, Mumbai, onde se formou em administração de empresas.

## Pompa
Em 2019, Castelino fez o teste para o concurso Miss Diva 2020, através das audições de Chennai e foi selecionado como finalista da cidade. Na rodada culminante de seleções em Mumbai, ela foi finalizada como uma das 20 principais delegadas. Durante a rodada de esportes do concurso realizada na Universidade de Bennett, ela ganhou o prêmio 'Miss Smasher', por sua atuação no badminton. Em 22 de fevereiro de 2020, ela acabou sendo coroada como Miss Diva Universe 2020 pela titular do título Vartika Singh no Yash Raj Studio, Andheri, Mumbai.
Como vencedora da Miss Diva 2020, Castelino representou a Índia na 69ª edição do concurso Miss Universo realizado em Hollywood em 16 de Maio de 2021, onde ficou em 4º lugar.